# Fromentières (Marne)
Pour les articles homonymes, voir Fromentières.
Fromentières est une commune française, située dans le département de la Marne en région Grand Est.

## Géographie

### Localisation
Fromentières se trouve au sud-ouest du département de la Marne, en région Grand Est. La commune appartient à la région agricole de la Brie champenoise.
La commune de Fromentières s'étend sur une superficie de 888 hectares. Sur son territoire, l'altitude varie de 209 à 228 mètres. L'altitude est plus faible au nord de la commune, autour de la Verdonnelle (ou ruisseau de la Fontaine Noire) et de son affluent le fossé de Pagnot, qui prend sa source à proximité du village,. Les zones boisées se trouvent en périphérie de la commune : le bois de la Charpenterie au nord-ouest, le bois des Usages et le bois Hubert au nord-est, et le bois de Fromentières et le bois des Fourches au sud.
Par la route, Fromentières se situe à 52 km de Châlons-en-Champagne, préfecture, à 30 km d'Épernay, sous-préfecture, et à 25 km de Sézanne, bureau centralisateur du canton de Sézanne-Brie et Champagne dont dépend Fromentières depuis 2015. La commune fait en outre partie du bassin de vie de Montmirail, commune distante de 13 km par la route.
Fromentières est limitrophe de 6 communes :
|             | La Chapelle-sous-Orbais |              |
| Janvilliers | Fromentières            | Champaubert  |
|             | Le Thoult-Trosnay       | Bannay, Baye |

### Hydrographie

#### Réseau hydrographique
La commune est dans la région hydrographique « la Seine de sa source au confluent de l'Oise (exclu) » au sein du bassin Seine-Normandie. Elle est drainée par la Verdonnelle et le Fossé 01 de Pagnot,.
La Verdonnelle, d'une longueur de 26 km, prend sa source dans la commune de Champaubert et se jette dans la Dhuis à Montigny-lès-Condé, après avoir traversé neuf communes. 
Un plan d'eau complète le réseau hydrographique : le plan d'eau 1 du Bois des Fourches, d'une superficie totale de 3,5 ha (0 ha sur la commune),.

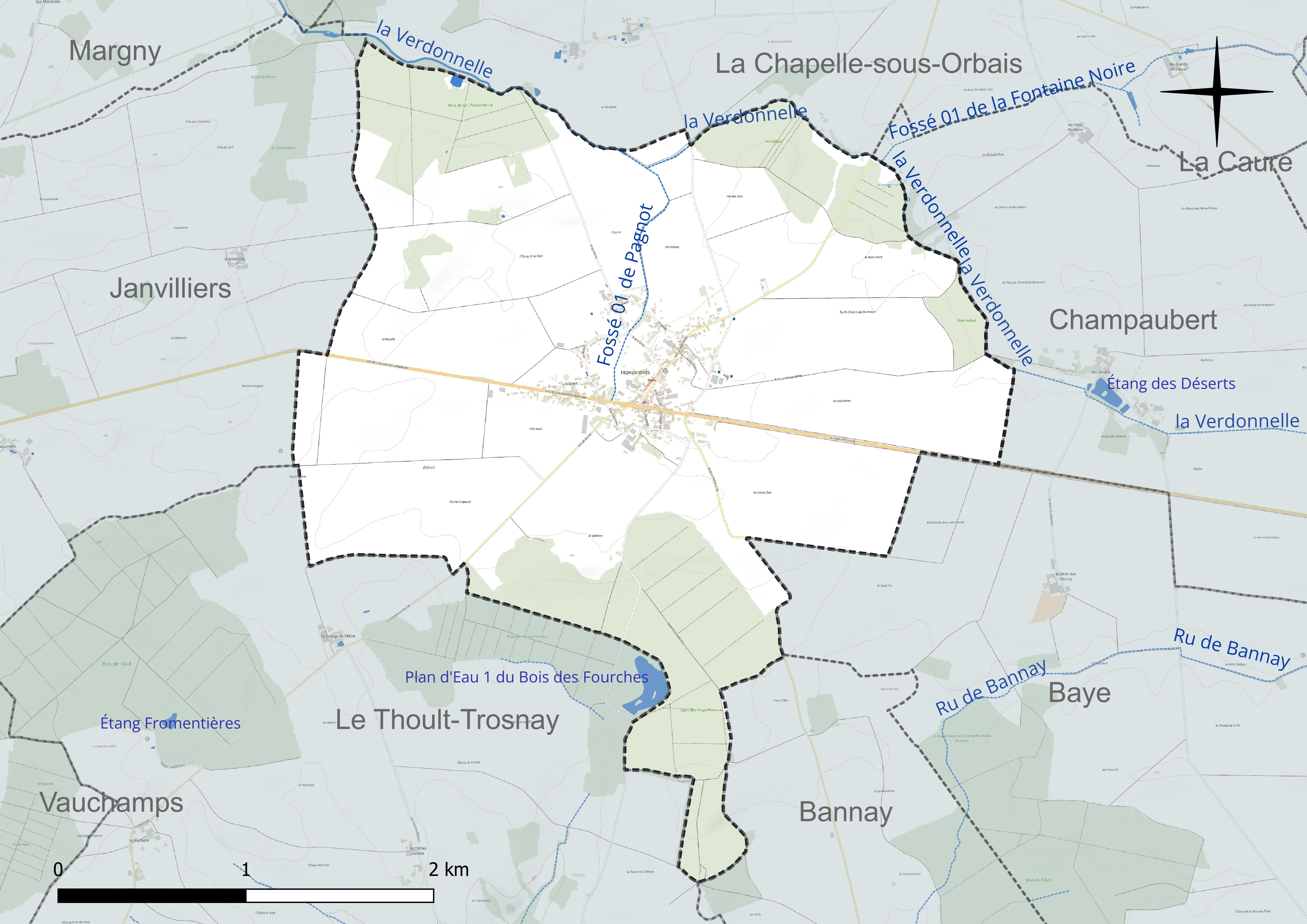
Réseau hydrographique de Fromentières.

#### Gestion et qualité des eaux
Le territoire communal est couvert par le schéma d'aménagement et de gestion des eaux (SAGE) « Petit et Grand Morin ». Ce document de planification concerne le territoire des bassins versants du Petit Morin (630 km2) et du Grand Morin (1 185 km2) et se répartit sur trois départements (la Marne, l'Aisne et la Seine-et-Marne). Il a été approuvé le 21 octobre 2016. La structure porteuse de l'élaboration et de la mise en œuvre est le Syndicat mixte d'aménagement et de gestion des eaux (SMAGE) - EPAGE. 
La qualité des cours d’eau peut être consultée sur un site dédié géré par les agences de l’eau et l’Agence française pour la biodiversité. 

### Climat
Pour des articles plus généraux, voir Climat du Grand Est et Climat de la Marne.
En 2010, le climat de la commune est de type climat océanique dégradé des plaines du Centre et du Nord, selon une étude du Centre national de la recherche scientifique s'appuyant sur une série de données couvrant la période 1971-2000. En 2020, Météo-France publie une typologie des climats de la France métropolitaine dans laquelle la commune est exposée à un climat océanique altéré et est dans la région climatique  Nord-est du bassin Parisien, caractérisée par un ensoleillement médiocre, une pluviométrie moyenne régulièrement répartie au cours de l’année et un hiver froid (3 °C). 
Pour la période 1971-2000, la température annuelle moyenne est de 10,3 °C, avec une amplitude thermique annuelle de 16 °C. Le cumul annuel moyen de précipitations est de 797 mm, avec 12,3 jours de précipitations en janvier et 7,9 jours en juillet. Pour la période 1991-2020, la température moyenne annuelle observée sur la station météorologique de Météo-France la plus proche, « Esternay-Man », sur la commune d'Esternay à 20 km à vol d'oiseau, est de 10,9 °C et le cumul annuel moyen de précipitations est de 780,5 mm. 
La température maximale relevée sur cette station est de 42,5 °C, atteinte le 25 juillet 2019 ; la température minimale est de −25 °C, atteinte le 14 février 1956,,. 
Les paramètres climatiques de la commune ont été estimés pour le milieu du siècle (2041-2070) selon différents scénarios d'émission de gaz à effet de serre à partir des nouvelles projections climatiques de référence DRIAS-2020. Ils sont consultables sur un site dédié publié par Météo-France en novembre 2022.

### Milieux naturels et biodiversité
L'Inventaire national du patrimoine naturel (INPN) recense 409 espèces sur le territoire de la commune, dont 69 espèces protégées et 29 espèces menacées.
Fromentières ne compte aucune zone naturelle d'intérêt écologique, faunistique et floristique (ZNIEFF) ou autre espace naturel protégé sur son territoire.

## Urbanisme

### Typologie
Au 1er janvier 2024, Fromentières est catégorisée commune rurale à habitat dispersé, selon la nouvelle grille communale de densité à sept niveaux définie par l'Insee en 2022.
Elle est située hors unité urbaine. Par ailleurs la commune fait partie de l'aire d'attraction de Montmirail, dont elle est une commune de la couronne,. Cette aire, qui regroupe 19 communes, est catégorisée dans les aires de moins de 50 000 habitants,.

### Occupation des sols
L'occupation des sols de la commune, telle qu'elle ressort de la base de données européenne d’occupation biophysique des sols Corine Land Cover (CLC), est marquée par l'importance des territoires agricoles (72,8 % en 2018), une proportion similaire à celle de 1990 (73,5 %). La répartition détaillée en 2018 est la suivante : terres arables (72,8 %), forêts (22,6 %) et zones urbanisées (4,6 %).
L'évolution de l’occupation des sols de la commune et de ses infrastructures peut être observée sur les différentes représentations cartographiques du territoire : la carte de Cassini (XVIIIe siècle), la carte d'état-major (1820-1866) et les cartes ou photos aériennes de l'IGN pour la période actuelle (1950 à aujourd'hui).

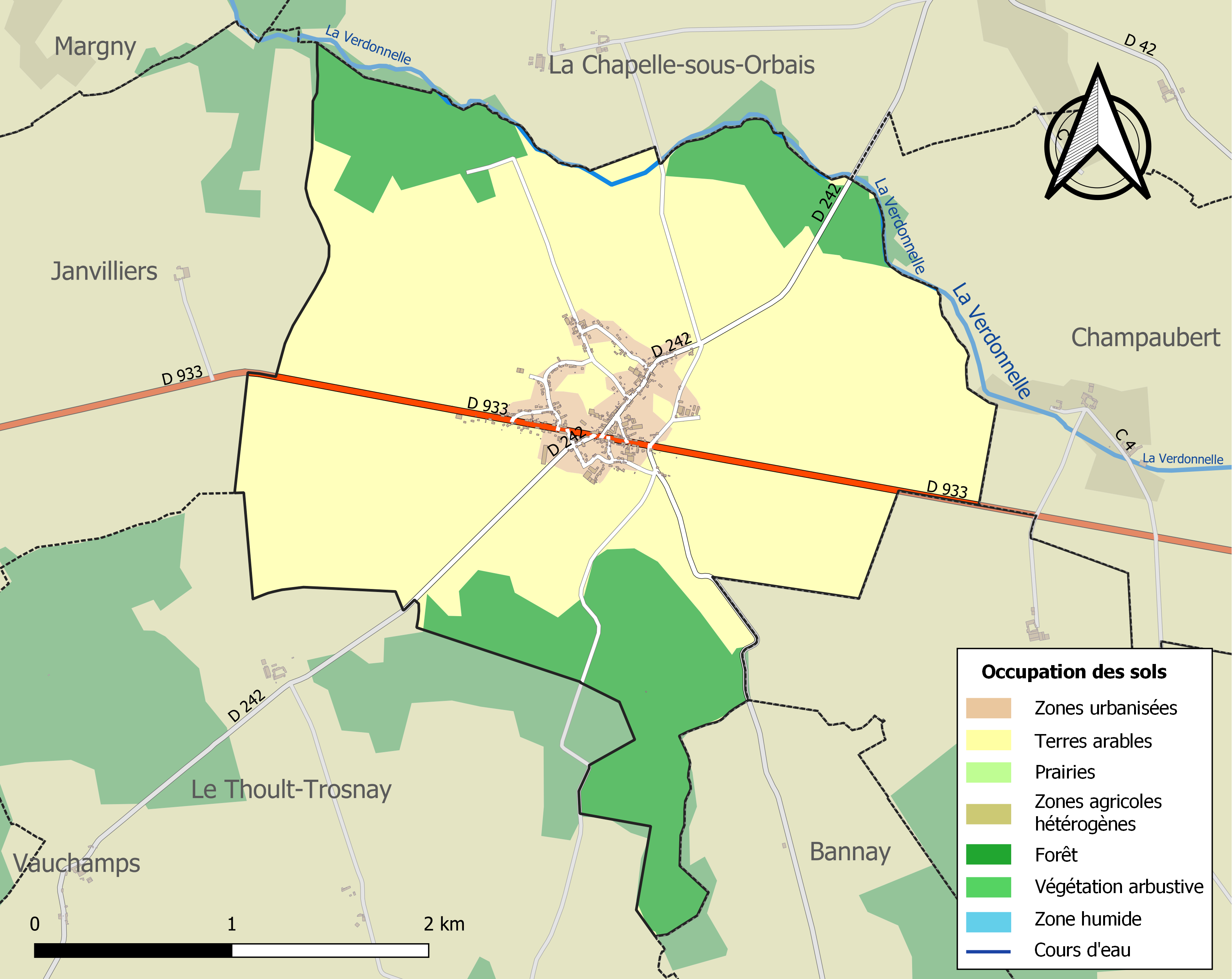
Carte des infrastructures et de l'occupation des sols de la commune en 2018 (CLC).

### Habitat et logement
En 2021, Fromentières compte 183 logements. Ces logements sont à 95 % des maisons ; la commune ne comptant que 9 appartements. En raison de la prévalence des maisons, les résidences principales de Fromentières disposent en moyenne de 5 pièces.
Le tableau ci-dessous présente une comparaison de quelques indicateurs chiffrés du logement pour Fromentières, la communauté de communes de la Brie champenoise (CCBC), le département de la Marne et la France entière :
|                                                            | Fromentières | CCBC  | Marne   | France     |
| ---------------------------------------------------------- | ------------ | ----- | ------- | ---------- |
| Ensemble des logements                                     | 183          | 4 109 | 300 919 | 37 155 918 |
| Part des résidences principales (en %)                     | 85,3         | 80,9  | 87,5    | 82,2       |
| Part des résidences secondaires (en %)                     | 3,3          | 9,3   | 3,4     | 9,7        |
| Part des logements vacants (en %)                          | 11,5         | 9,8   | 9,1     | 8,1        |
| Part des propriétaires de leur résidence principale (en %) | 85,2         | 69,2  | 52,2    | 57,5       |

À Fromentières, 85,3 % des logements sont en 2021 des résidences principales, 3,3 % des résidences secondaires et 11,5 % des logements vacants. Par ailleurs, 85,2 % des ménages sont propriétaires de leur résidence principale. Fromentières se démarque ainsi par un nombre supérieur à la moyenne de ménages propriétaires de leur résidence principale.
Parmi les 155 résidences principales construites avant 2019, 27,8 % avaient été construites avant 1919, 14,8 % entre 1919 et 1945, 11 % entre 1946 et 1970, 16,8 % entre 1971 et 1990, 17,4 % entre 1991 et 2005 et 12,2 % depuis 2006.
Le tableau ci-dessous présente l'évolution du nombre de logements sur le territoire de la commune, par catégorie, depuis 1968 :
|                        | 1968 | 1975 | 1982 | 1990 | 1999 | 2010 | 2015 | 2021 |
| ---------------------- | ---- | ---- | ---- | ---- | ---- | ---- | ---- | ---- |
| Résidences principales | 93   | 94   | 96   | 101  | 105  | 147  | 154  | 156  |
| Résidences secondaires | 13   | 21   | 23   | 25   | 21   | 7    | 10   | 6    |
| Logements vacants      | 19   | 17   | 16   | 13   | 13   | 15   | 19   | 21   |
| Total                  | 125  | 132  | 135  | 139  | 139  | 169  | 183  | 183  |

### Voies de communication et transports
Fromentières est traversée par l'ancienne route nationale 33 (RD 933) entre Montmirail vers l'ouest et Châlons-en-Champagne vers l'est, qui rejoint la route départementale 951 (ex-RN 51) sur la commune voisine de Champaubert. Le village est également traversé par la route départementale 242 en provenance du Thoult Trosnay au sud-ouest et en direction de La Chapelle-sous-Orbais au nord-est.

## Toponymie
Le nom de la localité est attesté sous les formes : Fromenteriæ (1162) ; Frumentariæ (1171) ; Frumenteriæ (1227) ; Froumentieres (1287) ; Froumentieres (1401) ; Formentières (1404) ; Froumenteriæ (1405) ; Fromentiers, Froumentiers (1464) ; Frommenteriæ (1542) ; Fourmentier (1650) ; Fromentière (XVIIIe siècle).
Fromentières est le pluriel de l'oil (terre) fromentière, « (terre) qui produit du froment ».

## Politique et administration
| Période                                  | Période                       | Identité             | Étiquette | Qualité                                                                                 |
| ---------------------------------------- | ----------------------------- | -------------------- | --------- | --------------------------------------------------------------------------------------- |
| Les données manquantes sont à compléter. |                               |                      |           |                                                                                         |
| 2001                                     | mars 2008                     | Madeleine Barthélemy |           |                                                                                         |
| 2008                                     | juillet 2017                  | Jean-Michel Bray     |           | Vice-président de la CC de la Brie Champenoise (2014 → 2017) Démissionnaire             |
| 2017                                     | En cours (au 2 décembre 2020) | René Condette        |           | Vice-président de la CC de la Brie Champenoise (2020 → ) Réélu pour le mandat 2020-2026 |

## Équipements et services publics

### Eau et déchets
L'approvisionnement en eau potable et l'assainissement des eaux usées sont des compétences de la communauté de communes de la Brie champenoise. Fromentières est alimentée en eau potable par les captages du Thoult-Trosnay. La production et la distribution d'eau potable font l'objet d'une délégation de service public confiée à Suez jusqu'en 2028. L'assainissement y est non collectif.
La communauté de communes est également compétente en matière de déchets. La collecte des ordures ménagères résiduelles (en bac) et des déchets recyclables (en sacs translucides jaunes) est réalisée en porte à porte. La communauté de commune adhérant au syndicat de valorisation des ordures ménagères de la Marne (SYVALOM), ces déchets sont amenés au centre de transfert départemental de Sézanne puis valorisés sur le site de La Veuve. La communauté de communes propose des composteurs individuels à tarif réduit pour les biodéchets. La collecte du verre et des textiles se fait en apport volontaire. Pour les autres déchets, l'unique déchèterie de la communauté de communes est située à Montmirail, dans le hameau de Maclaunay. La collecte des déchets et la gestion de la déchèterie sont confiées à des entreprises privées par marchés publics.

### Enseignement
Fromentières fait partie de l'académie de Reims.
L'école primaire Marcel Jerger de Fromentières est située 2 route de Montmort et accueille 113 élèves de maternelle et d'élémentaire (chiffres 2024-2025). Elle est fréquentée par les enfants de Fromentières, Bergères-sous-Montmirail, Boissy-le-Repos, Corfélix, Janvilliers, Le Thoult-Trosnay et Vauchamps,. 
Les jeunes de Fromentières sont ensuite rattachés au collège de la Brie champenoise à Montmirail et au lycée La Fontaine du Vé de Sézanne.

### Postes et télécommunications
Une boîte aux lettres de La Poste se trouve sur le territoire de la commune, route de Montmort. Le bureau de poste le plus proche est l'agence communale de Baye, située à environ 6 km de Fromentières. La commune partage toutefois son code postal (51210) avec le bureau de poste de Montmirail à 12 km.

### Justice, sécurité et secours
Du point de vue judiciaire, Fromentières relève du conseil de prud'hommes d'Épernay, du tribunal de commerce de Reims, du tribunal judiciaire, du tribunal paritaire des baux ruraux et du tribunal pour enfants de Châlons-en-Champagne, dans le ressort de la cour d'appel de Reims. Pour le contentieux administratif, la commune dépend du tribunal administratif de Châlons-en-Champagne et de la cour administrative d'appel de Nancy.
Fromentières est située en secteur Gendarmerie nationale et dépend de la brigade de Montmirail.
En matière d'incendie et de secours, le centre d'incendie et de secours le plus proche est celui de Montmirail, dépendant du Service départemental d'incendie et de secours (SDIS) de la Marne.

## Population et société

### Démographie
L'évolution du nombre d'habitants est connue à travers les recensements de la population effectués dans la commune depuis 1793. Pour les communes de moins de 10 000 habitants, une enquête de recensement portant sur toute la population est réalisée tous les cinq ans, les populations de référence des années intermédiaires étant quant à elles estimées par interpolation ou extrapolation. Pour la commune, le premier recensement exhaustif entrant dans le cadre du nouveau dispositif a été réalisé en 2004.

En 2022, la commune comptait 379 habitants, en évolution de +1,07 % par rapport à 2016 (Marne : −1,19 %, France hors Mayotte : +2,11 %).
| 1793 | 1800 | 1806 | 1821 | 1831 | 1836 | 1841 | 1846 | 1851 |
| ---- | ---- | ---- | ---- | ---- | ---- | ---- | ---- | ---- |
| 362  | 436  | 429  | 413  | 472  | 556  | 575  | 585  | 587  |

| 1856 | 1861 | 1866 | 1872 | 1876 | 1881 | 1886 | 1891 | 1896 |
| ---- | ---- | ---- | ---- | ---- | ---- | ---- | ---- | ---- |
| 567  | 584  | 551  | 530  | 523  | 522  | 511  | 460  | 446  |

| 1901 | 1906 | 1911 | 1921 | 1926 | 1931 | 1936 | 1946 | 1954 |
| ---- | ---- | ---- | ---- | ---- | ---- | ---- | ---- | ---- |
| 434  | 433  | 416  | 382  | 326  | 331  | 322  | 359  | 324  |

| 1962 | 1968 | 1975 | 1982 | 1990 | 1999 | 2004 | 2006 | 2009 |
| ---- | ---- | ---- | ---- | ---- | ---- | ---- | ---- | ---- |
| 316  | 280  | 273  | 249  | 222  | 280  | 313  | 342  | 382  |

| 2014 | 2019 | 2022 | - | - | - | - | - | - |
| ---- | ---- | ---- | - | - | - | - | - | - |
| 381  | 380  | 379  | - | - | - | - | - | - |

### Cultes
Pour le culte catholique, Fromentières dépend de la paroisse Saint-Vincent-de-Paul - Montmirail, au sein du diocèse de Châlons-en-Champagne.

### Médias
La presse écrite régionale comprend le quotidien L'Union, le bi-hebdomadaire Le Pays briard et l'hebdomadaire L'Hebdo du vendredi.
Parmi les stations de radio locales, il est possible de citer Ici Champagne-Ardenne et Champagne FM.

## Culture locale et patrimoine

### Lieux et monuments
L’église de Fromentières, élevée en majeure partie au XVe siècle, est placée sous le vocable de sainte Marie Madeleine. Elle abrite un remarquable retable flamand de la fin du XVe ou du début du XVIe siècle, en bois sculpté, doré et peint de style gothique flamboyant ou prismatique ; acheté le 6 juin 1715 à Châlons-en-Champagne. Il présente les scènes de la Passion, et, en partie haute, l'enfance du Christ ; volets peints ; avec un très grand nombre de personnages. Il a été réalisé à Anvers (le retable porte « la main d'Anvers », marque indiquant son origine anversoise).

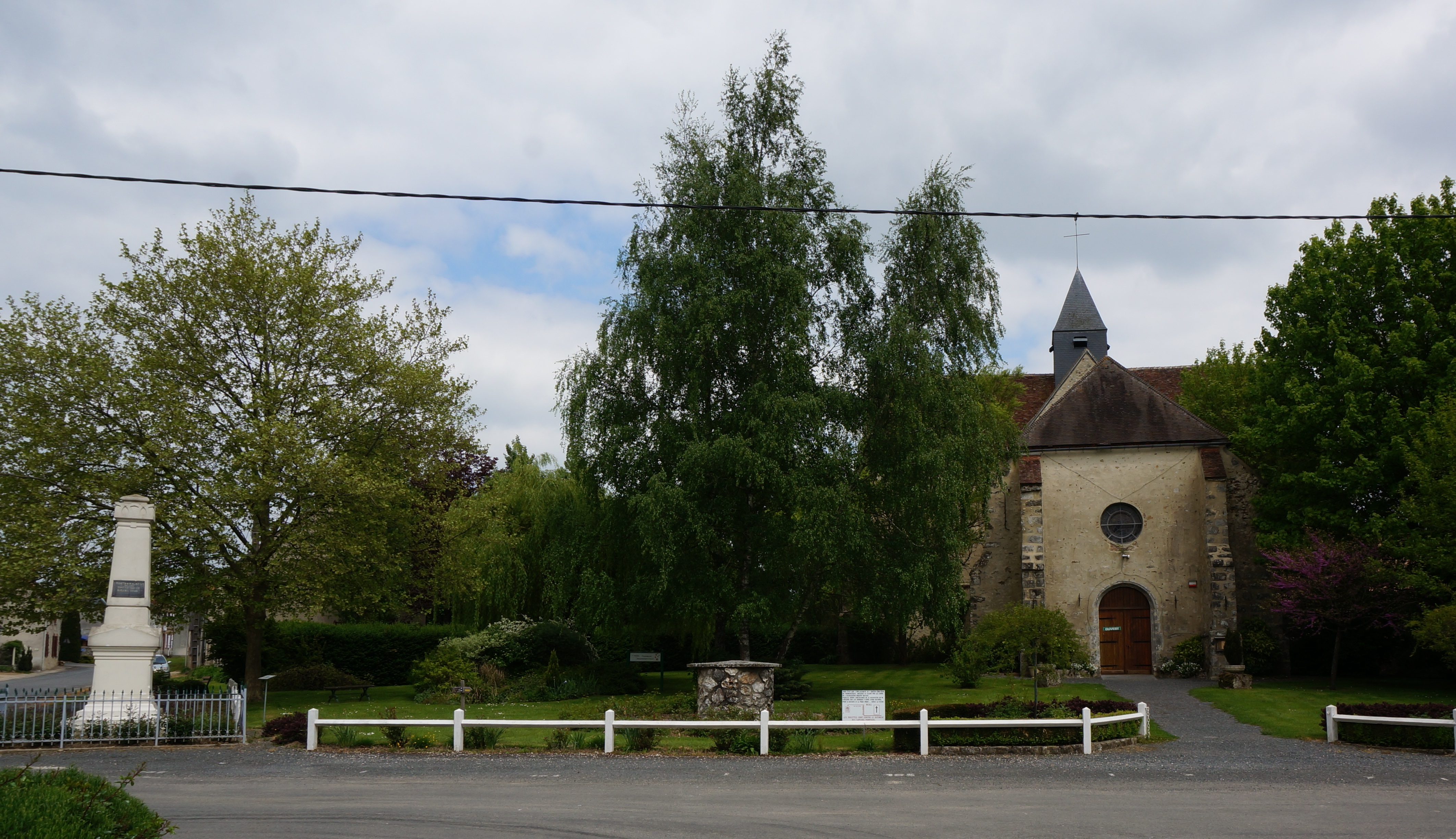
Entrée de l'église et monument aux morts.
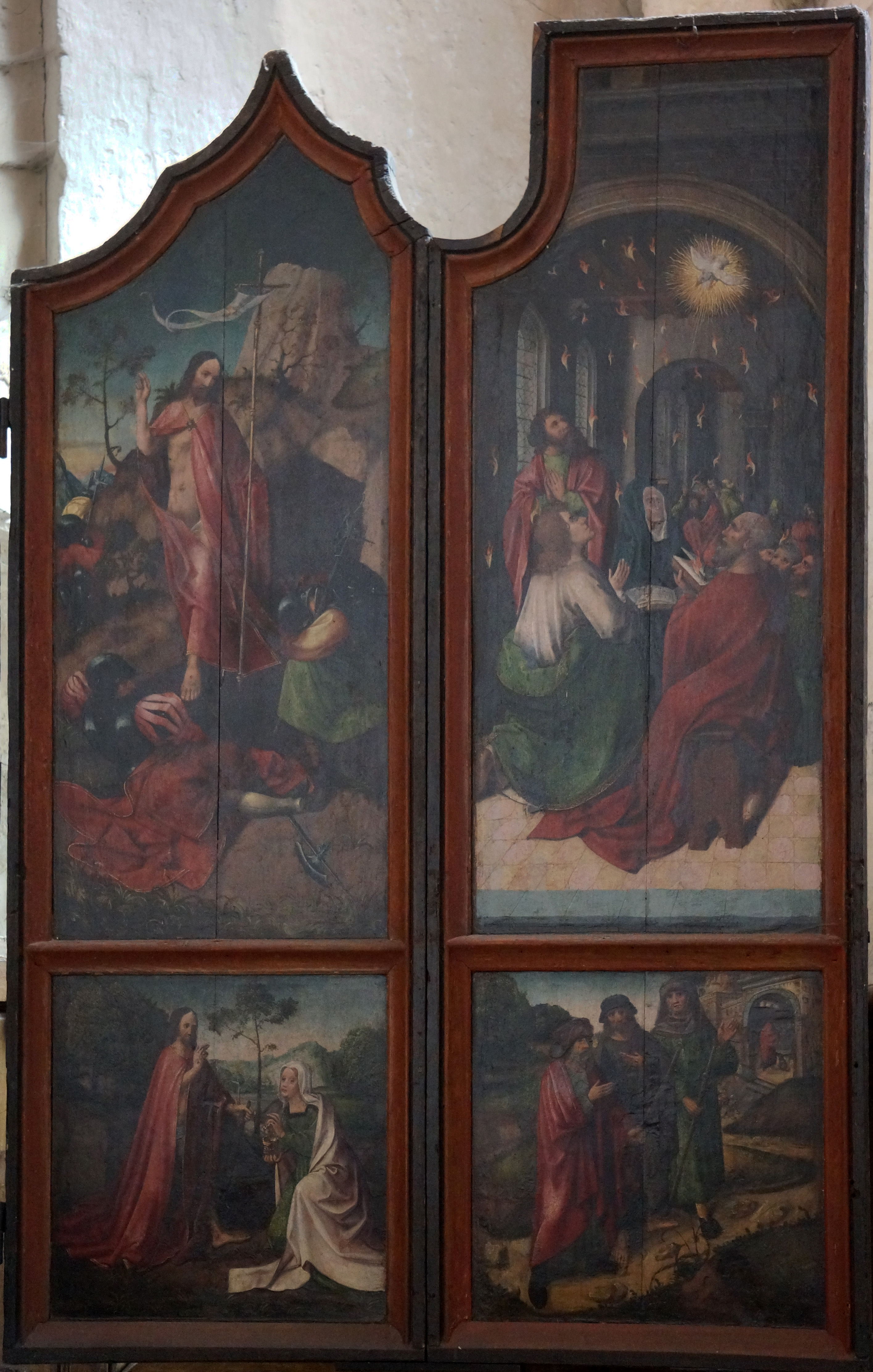
Un panneau.
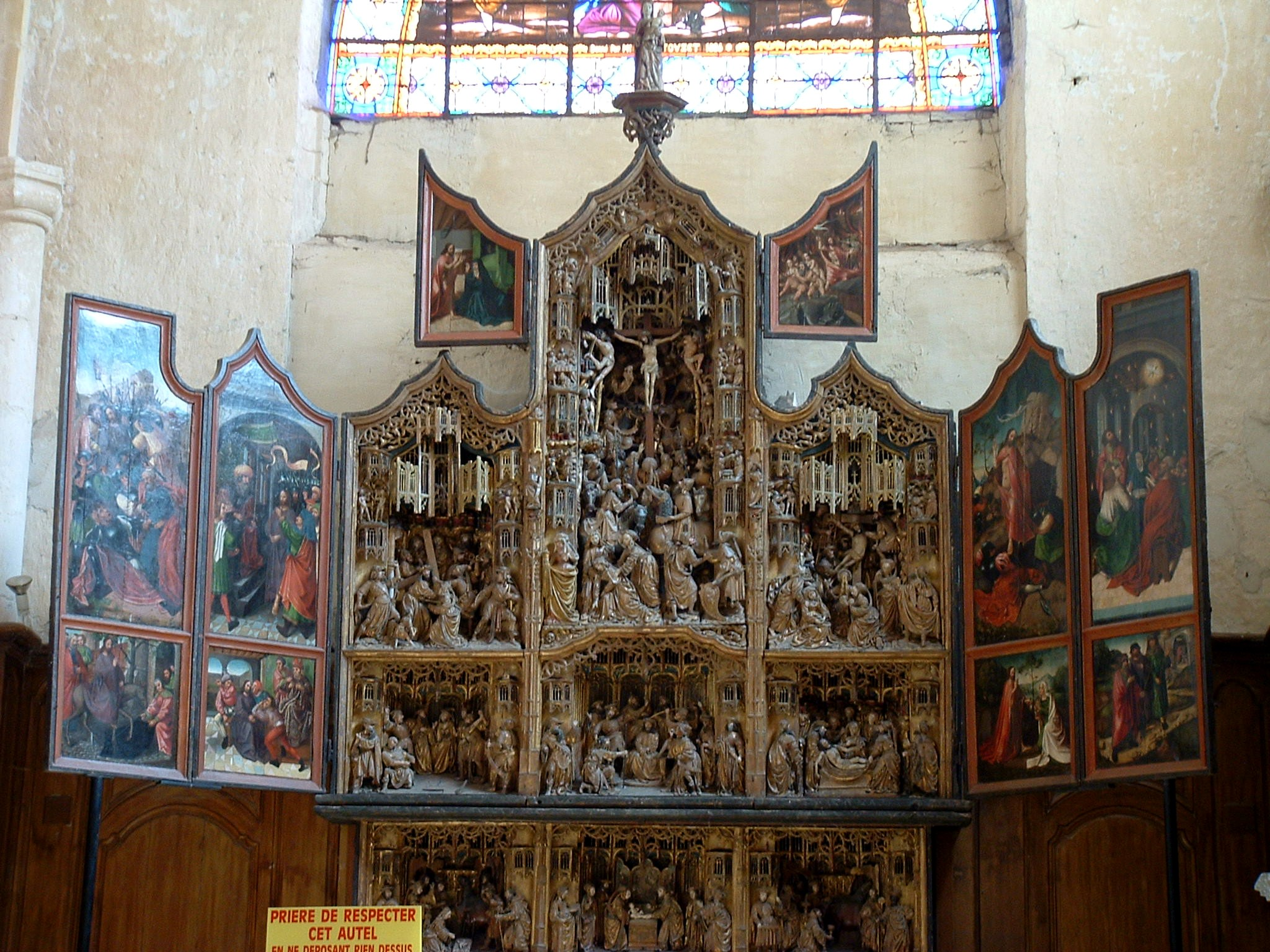
Le retable.
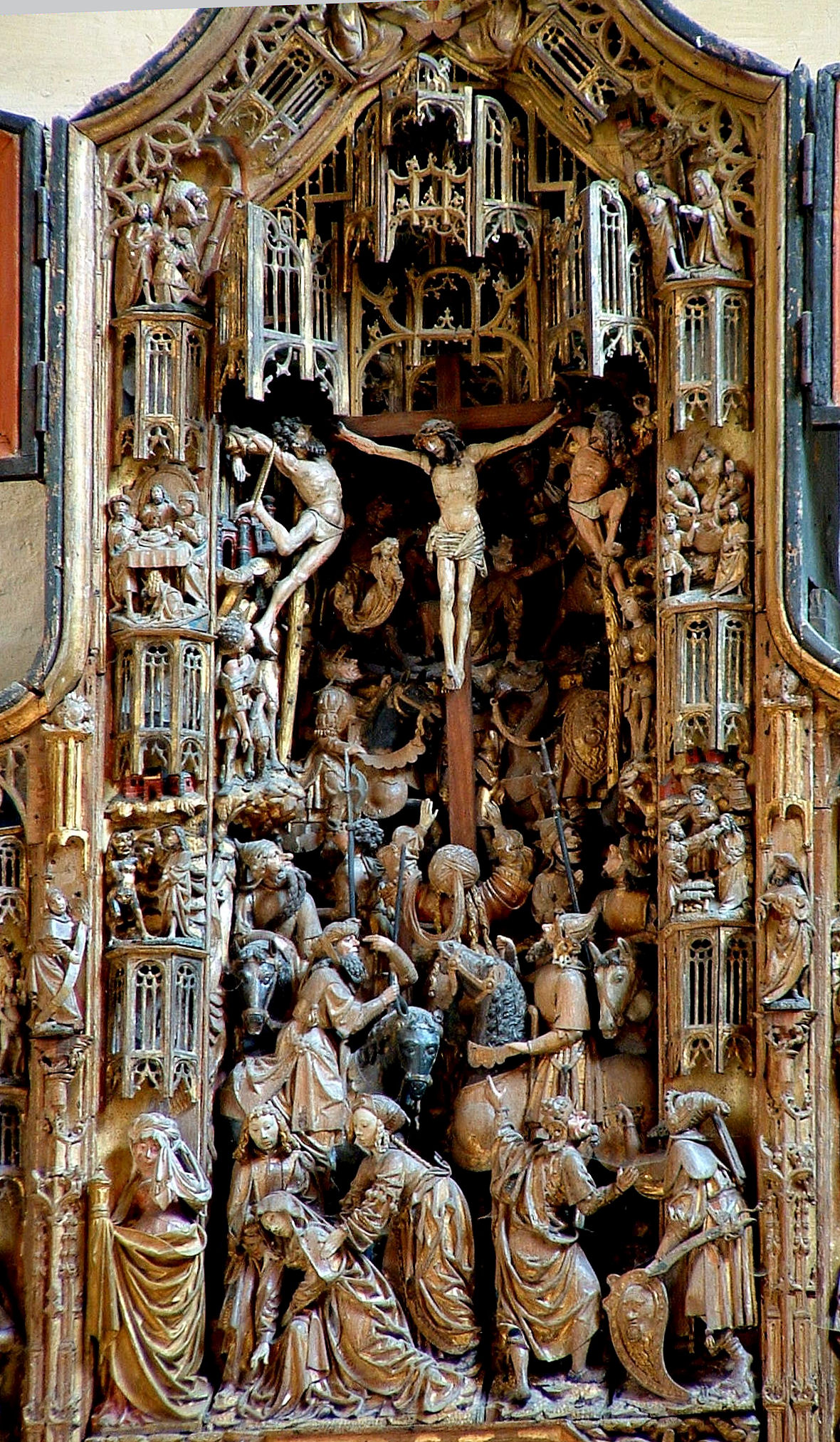
Détail du retable : scènes de la Passion.
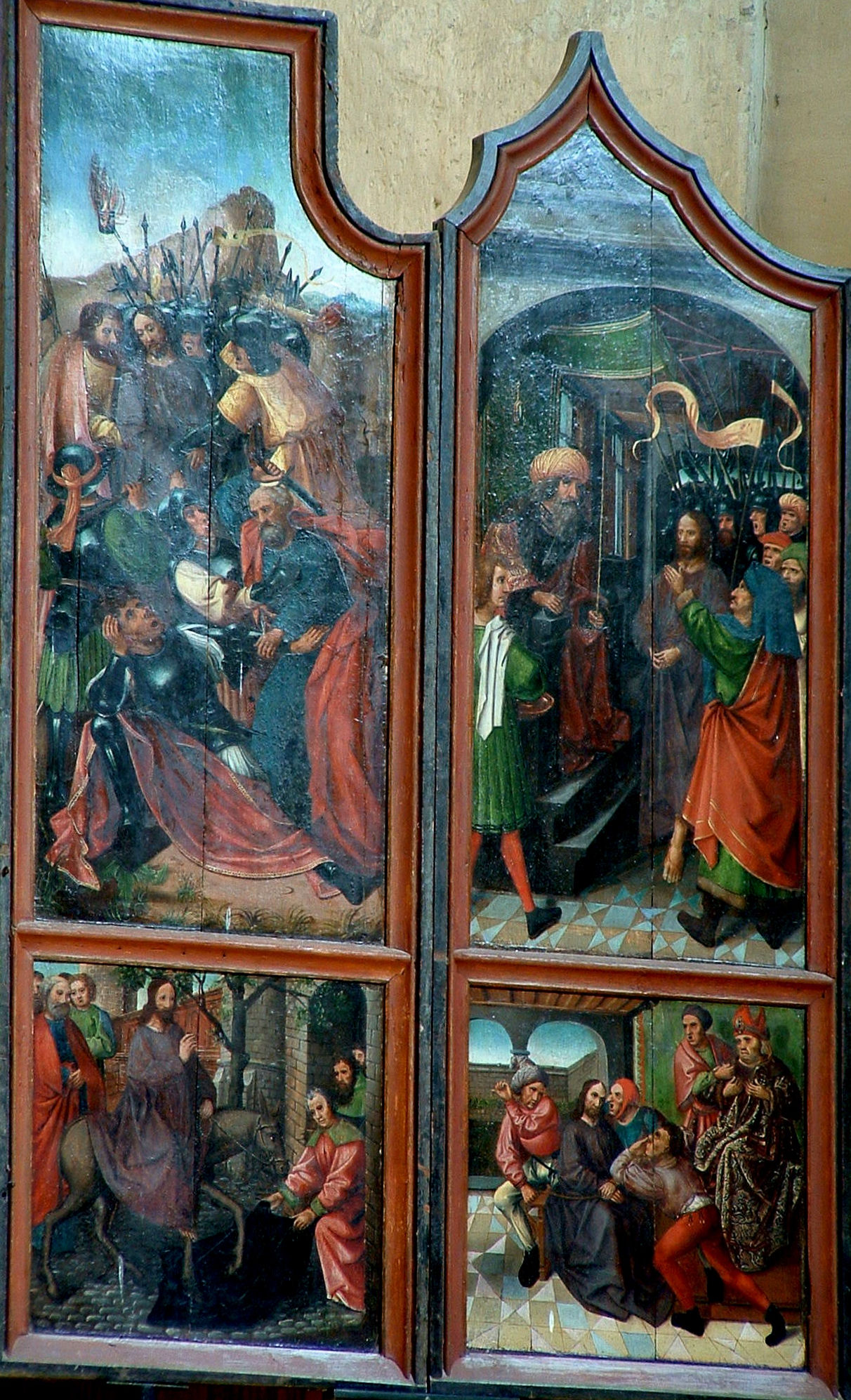
Panneaux peints.